# رتشیتسه (ناحیه پلهریموف)
رتشیتسه (به چکی: Řečice) یک منطقهٔ مسکونی در جمهوری چک است که در ناحیه پلهریموو واقع شده‌است. رتشیتسه ۷٫۷۵ کیلومتر مربع مساحت و ۱۳۳ نفر جمعیت دارد و ۴۹۵ متر بالاتر از سطح دریا واقع شده‌است.